# Gaupira
Gaupira é um género botânico pertencente à família Nyctaginaceae.